# ウラジーミル・ジリノフスキー
ウラジーミル・ヴォリフォヴィチ・ジリノフスキー（ロシア語: Влади́мир Во́льфович Жирино́вский, ラテン文字転写: Vladimir Voľfovich Zhirinovskii, 1946年4月25日 - 2022年4月6日）は、ロシア連邦の政治家。ロシア連邦軍大佐、ロシア自由民主党の創設者。国家院副議長や欧州評議会議員会議の委員も務めた。
極右・ポピュリスト的な発言・活動からロシア民族主義者と思われがちだが、自身は純粋なロシア人では無く、父方を通じてユダヤ人の血を引き継いでおり、ロシア人名に改名する前にはユダヤ人の名前を持っていたユダヤ系ロシア人であった。当初は反シオニストでユダヤ陰謀論者で知られていたが、2003年に父の墓もあるイスラエルを訪れてからはロシアとイスラエルの関係強化を主張するようになった。ロシア語・トルコ語・英語・フランス語・ドイツ語の5カ国語を話し、中東及びカフカス問題の専門家を自称していた。
1991年12月のソビエト連邦崩壊以降の歴代政権に対して批判を繰り返すも、法案採択などに当たっては与党に同調する事が多く、特にウラジーミル・プーチン大統領に近い人物と言われた。

## 生い立ちと教育
1946年4月25日にソビエト連邦のカザフ・ソビエト社会主義共和国の首都であるアルマアタ（現在のアルマトイ）にて、法律家の家庭に誕生する。誕生当時の苗字はドイツ語のエーデルシュタイン（Edelstein）に由来するユダヤ人の苗字である「エイデリシュチェーイン」（Эйдельште́йн）。母親のアレクサンドラ・ジリノフスカヤはモルダヴィア出身のロシア人であり、父親のヴォルフ・エイデリシュチェーインはウクライナ西部出身のウクライナ系ユダヤ人であった。
1964年7月にジリノフスキーはアルマアタからモスクワに移住し、モスクワ大学にてトルコ・アジア・アフリカといった東方の国々の言語の研究を始める。1965年から1967年まではマルクス・レーニン主義大学国際関係学部にも所属しており、国際関係学を学んだ。1972年から1977年までモスクワ大学法学部の夜間部で学び、優秀な成績で同大学を卒業した。1998年にはモスクワ大学にて哲学博士候補者にもなっている。法学の学位を取得したジリノフスキーは、州の委員会や組合の様々な役職に就く。
1969年から1970年にソ連国営テレビ・ラジオ会社で研修を受け、またコムソモールでも活動する。1970年にソビエト連邦軍ザカフカス軍管区参謀部で将校として勤務し、ソ連平和擁護委員会西ヨーロッパ部門で働く。1983年から1990年までは出版社の「ミール」に勤務していた。なお1970年代の初期にはトビリシにて兵役に就いていた。

## 政治活動
ジリノフスキーは地下活動に従事していた改革派の集団に参加していたが、1980年代のソビエト連邦の政治的出来事においては概して重要な存在では無かった。政治における役割を熟考している間の1989年にジリノフスキーは人民代議員への立候補を試みるも、すぐに放棄した。

## 自由民主党
ペレストロイカによって様々な社会・政治団体が生まれた中で、ジリノフスキーはその1つである「民主同盟」で政治活動を開始する。1989年12月にジリノフスキーはウラジーミル・ボガチェフと共に「ソ連自由民主党」創設に参加し、主導する立場となる。1990年4月に党を結成し、そして議長（党首）に就任して11月には専従党員となった。同政党はソ連内で2番目に登録され、そして公式に認可された最初の野党となった。ソ連共産党政治局の一員であったアレクサンドル・ヤコブレフによると、同党はソビエト連邦共産党の執行部とKGBの共同の計画であるという。ヤコブレフは自身の回顧録に、「ソビエト連邦国家保安委員会議長ウラジーミル・クリュチコフがミハイル・ゴルバチョフとの会談でソ連自民党の傀儡と化している事業を提示し、党首の選出についてをゴルバチョフに知らせた」と書いている。ヤコブレフによると、政党名はKGB将官のフィリップ・ボブコフによって考案されたという。しかしながら、ボブコフは「この特定の社会的集団の利益と思想を管理するKGBの統制下で、セルゲイ・ズバートフによる偽の政党の結成には反対であると述べた。
ジリノフスキーの最初の政治的躍進は、1991年6月のロシア共和国大統領選挙への立候補であった。「ウォッカの値下げ」など、大衆迎合的な公約を掲げて選挙を戦った。内外のメディアからは泡沫候補扱いを受けるも、ソ連自民党は600万票を獲得し、得票率は7.81パーセントで、ボリス・エリツィン、ニコライ・ルイシコフに次いで第3位となった。
ジリノフスキーがKGB諜報員であったとか、ソビエト連邦自民党による政府への真面目な反対は信用できないと言うのはジリノフスキー自身が否定したものの、ジリノフスキーは次第に民族主義的・極右的な言行が目立つようになり、1991年8月のソ連8月クーデターでは、ゲンナジー・ヤナーエフ副大統領（大統領代行）の「国家非常委員会」を支持し、同委員会が取った非常事態を歓迎した。
クーデター失敗によるソビエト連邦の崩壊を受けて、ジリノフスキーは1992年4月に党名を「ロシア自由民主党」に改称した。旧ソビエト連邦（と言うよりも旧ロシア帝国）の復活・アラスカのロシアに対する返還・北方領土返還の拒否及び東京に対する原爆投下発言など、過激かつ奇矯な言動と行動で西側諸国からは危険視される。その政党名にもかかわらず、ロシア自由民主党は大抵「過激な民族主義政党」と呼ばれていた。しかし、ショック療法による生活苦にあえぐ貧困層のロシア国民からは支持を集める結果となり、1993年12月の下院国家会議選挙で自由民主党は第1党となる。ジリノフスキー自身も下院議員に当選した。
1993年のロシア連邦議会選挙でロシア自由民主党は23パーセントの票を集めた。ロシア自由民主党は87の地域のうち、64の地域で上位の票を獲得した。この事は当時のロシア連邦大統領ボリス・エリツィンに対して再び争うことをジリノフスキーに促していた。エリツィンの大統領への立候補にはロシアの民族主義集団との競合が見られないという事実と、ロシア共産党の存在が外部の評者たちを警戒させた。とくに西洋ではそのような変化が既に非常に脆い州のロシアの民主主義の生き残りに脅威をもたらすことを心配していた。ジリノフスキーは厳しい批判の焦点に立たされ、ロシアの権威主義と軍国主義の化身であるかのようであった。
しかしその後のジリノフスキーは奇矯な振る舞いが絶えず、次第に世論の支持を喪失し、1995年の下院選挙ではロシア連邦共産党に第1党の地位を譲る結果となる。

## 大統領選挙
1996年ロシア連邦大統領選挙（1996年6月実施）にも立候補するが、第5位（得票率5.7パーセント）で落選した。この大統領選挙を機に、表面的には政府を批判しながらも、最後には政府を支持するようになる。1999年12月の下院選挙では資格審査でロシア自由民主党は選挙に参加するための登録ができなかった為、愛国主義政治ブロックである「ジリノフスキー・ブロック」を急遽結成して選挙に臨み、選挙後に下院副議長に選出された。2000年ロシア連邦大統領選挙では、中央選挙管理委員会から所得税の申告漏れを理由に登録を拒否されて立候補を断念した。2003年12月の下院選挙ではロシア自由民主党は議席を伸ばし、2007年12月の下院選挙でも議席を伸ばした。
2008年ロシア連邦大統領選挙（2008年3月2日実施）に出馬するも、得票率10.6パーセントで落選した。2012年ロシア連邦大統領選挙（2012年3月4日投開票）にも立候補したが、得票率6.22パーセントで5人中4位に終わった。

## 晩年
2022年2月2日に新型コロナウイルス感染症で入院したことが報じられた。肺水腫と敗血症性ショックと診断され、人工呼吸器を装着している状態であったという。ジリノフスキーは、新型コロナウイルスの予防接種を8回受けたと主張していた。
2022年4月6日、闘病の末死去したとの発表がロシア下院議長ヴャチェスラフ・ヴォロジンにより発表された。

## エピソード
- テレビの討論番組に出演中、議論となった相手に激高し、生放送中に殴りかかり取っ組み合いの喧嘩となる。同じようなことを数度繰り返しており、視聴者は政治よりも、むしろどんな騒動を起こすか期待するという人物になっている。
- 右派勢力同盟のボリス・ネムツォフとテレビ番組で討論している最中、激昂したジリノフスキーが手元のコップの液体をネムツォフに浴びせた[29]。
- 選挙前に「世の中の女は俺の物だ。犯してやる」と発言し、ロシア国内の女性票をほぼ全て失ったことがある。
- 1994年に放送されたテレビドラマ『古畑任三郎』（三谷幸喜脚本）における劇中の会話で、主人公の古畑任三郎がジリノフスキーの名を挙げ、「出てきましたね、危険な人物が」と評する場面がある[30]。
- 2013年にロシアで発生した隕石災害は、原因を小惑星ではなくアメリカの新兵器のテストであると主張している[31]。
- 2016年、アメリカ大統領選挙に出馬した共和党の大統領候補であるドナルド・トランプを、米露間の緊張を緩和できる人物と評価する一方で、民主党の大統領候補であるヒラリー・クリントンは第三次世界大戦を引き起こしかねない人物だと主張した。また、メキシコとの国境に分離壁を築いてイスラム教徒を入国禁止すると主張したトランプと同様にイスラム教徒が多いロシアの南部に有刺鉄線を建設すべきと主張していたことから両者の類似点が指摘された[9]。反イスラーム主義的な言動からチェチェンのラムザン・カディロフ首長はジリノフスキーをヘイトスピーチで調査すべきとクレムリンに訴えてきたが、ジリノフスキーは政府との親密さから追及を免れてきたという[32]。

## 主張

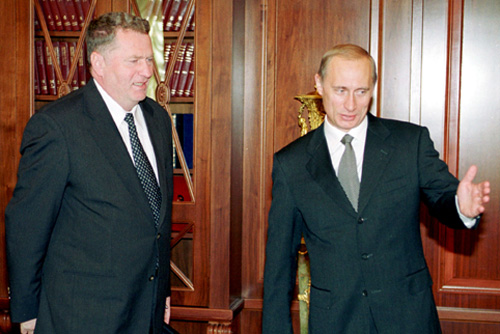
プーチン大統領（右）と（2003年4月）

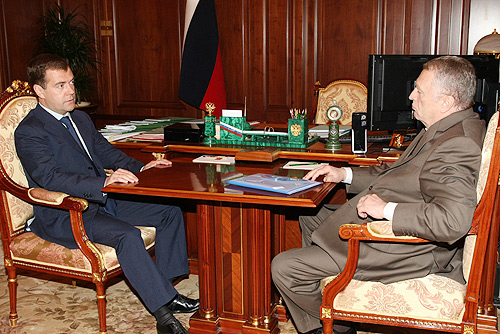
メドヴェージェフ大統領（左）と（2008年6月30日）

- 『ヨーロッパを見るがいい。アラブ人、トルコ人、あるいはアルバニア人といった人々が大手を振って自由に歩き回っている。それを受け入れているヨーロッパの国々は彼らの為に生活保障を始め、お金を使わねばならない。しかし彼らがヨーロッパに何をもたらしているかと言えば、犯罪なのだ。』[33]
- 『異文化を有する者同士の間では必然的に対立が発生する。右翼政党を支持する市民達はこの緊張に疲れ果てている。』[33]
- 『ロシア自民党は何らかのイデオロギーを生み出した訳では無い。ただ他所の国、つまり南からやってくる移民の起こす暴力に反対していただけなのだ。』[33]
- （ロシアで勃興するネオナチ集団について）『本質的な影響力は持たない。優れたリーダーもいない。何よりも彼らは民主主義を尊重しない。暴力的手段に訴える点で、我々ロシア自民党とは大きく異なる。』[33]
- （ウラジーミル・プーチンについて）『確かにエリツィンよりは良い。しかし支持率にしても実際はもっと低いだろう。経済面での成功が見られないからだ。』[33]
- 『かつてマルクスと共産党には「万国の労働者よ団結せよ」というスローガンがあったが、今我々に必要なのは「万国の愛国者よ団結せよ」である。』[33]

### アメリカ合衆国
- 『普段“民主主義の最も進んだ国”のような顔をしているアメリカがやっている事は、大人と子供ほど戦力差のあるアフガニスタンへの一方的な爆撃なのだ。』[33]
- 『そもそもアメリカ同時多発テロ自体、私はアメリカとイスラエルの特務機関が計画したものだと考えている。何の為か？それは再度、世界をアメリカの前に服従させる為だ。』[33]
- 『米露関係は欺瞞の上に乗っかっているに過ぎない。相互協力しているように見えても―本当にそうならば美しいが―実際のところ、ロシアは負けているだけなのだ。』[33]
- 『私自身アメリカと協力する用意はあるが、それはアメリカが自分たちに都合のいいやり方を押しつけない時に限ると主張している。』[33]

### 日本
- 『日本は太平洋戦争の敗戦で、当時の政治体制を連合国側から「ファシズム」だと糾弾され、戦後は民主主義の信奉者の如く振る舞っているが、日本の開戦が本当にファシズムによるものだったのか？とんでもない。あれは追い詰められた日本の“国を救う”為の最後の策だったに過ぎない。国益の擁護と言い替える事もできる。』[33]
- 『日本の敗戦直後、ソビエト連邦軍が満州の関東軍を襲った。私自身はあの攻撃は間違いだったと考えているが、あれもソビエト連邦にとっては国益の擁護だった。』[33]
- 『対中国で利害の一致する日本は、今こそロシアと組むべきなのだ。』[33]
- （日露関係について）『まず国境を無くさなければならない。そしてその第1段階としてビザを無くすことが先決だ。私自身日本側にビザを要請してから発給まで9年の歳月がかかっている。』[33]
- 『私の夢はこうだ。将来東京に来る時には、モスクワ―ハバロフスク―サハリン―北海道―東京がノンストップのオリエント急行で結ばれていて、それに乗ってビザ要らずで来日する事だ。それが私たちの友好の証となるのだ。』[33]
- （北方領土について）『われわれのものであり、決して日本に引き渡すことはない。』『（日本が領土要求を続けるなら）東京に原爆を落としてやる。』[34]

## 家族
家族は妻のガリーナ・レベデワとの間に息子のイーゴリ・ウラジーミロヴィチ・レベデフがいる。